# Гассо фон Бредов
Гассо фон Бредов (нім. Hasso von Bredow; 31 березня 1883, Нойруппін — 16 жовтня 1966, Кельн) — німецький військово-морський діяч, контрадмірал крігсмаріне (1 січня 1941).

## Біографія
10 квітня 1901 року вступив в ВМФ кадетом. Пройшов підготовку на навчальному кораблі «Штайн» (1902) і у військово-морському училищі (1903). Служив на крейсерах. В 1908-10 роках — вахтовий і артилерійський офіцер канонерського човна «Ягуар» в Циндао. З 31 липня 1913 по 17 листопада 1918 року — 3-й, 2-й, потім 1-й артилерійський офіцер лінійного корабля «Кеніг Альберт». Учасник Першої світової війни.
З 27 листопада 1918 року — ад'ютант Командування військово-морськими таборами в Курляндії і Ліфляндії. Брав активну участь у формуванні Добровольчого корпусу Дона. У серпні 1919 року — командир 1-го батальйону полку берегової оборони «Кіль», в січні-лютому 1920 року командир батальйону берегової оборони в Кілі, з 6 липня 1920 року — 1-го батальйону полку берегової оборони у Вільгельмсгафені, з 26 жовтня 1920 року — 2-го батальйону берегової оборони. 7 квітня 1923 року переведений в штаб військово-морського училища в Мюрвіку. З 22 вересня 1924 року — директор артилерії і навігації військово-морських верфей у Вільгельмсгафені. З 31 жовтня 1925 року — командир 1-го батальйону берегової оборони, з 1 жовтня 1926 року — 3-го морського артилерійського батальйону. 6 жовтня 1927 року призначений начальником військово-морської школи в Мюрвіку. З 16 жовтня 1929 року — командир корабельної кадрованій дивізії «Остзе», одночасно в 1930-32 роках неодноразово виконував обов'язки капітана над Кільським портом і морського командира каналу імператора Вільгельма. 30 вересня 1932 року вийшов у відставку.
З 1 жовтня 1933 року — директор служби психологічної перевірки в Кілі. 4 вересня 1939 року призначений начальником військово-морського училища в Мюрвіку. З 18 жовтня 1939 року — начальник служби кваліфікаційних перевірок в Кілі. 26 червня 1940 року призначений командувачем береговою обороною на Померанському узбережжі. 3 березня 1943 року зарахований в розпорядження головнокомандувача ВМФ, а 31 травня звільнений у відставку. У травні 1945 року захоплений в полон радянськими військами. У грудні 1955 року переданий владі ФРН і звільнений.

## Нагороди
- Коронаційна медаль Короля Гокона VII (Норвегія; 21 лютого 1906)
- Орден морських заслуг (Іспанія) 1-го класу (9 липня 1912)
- Орден Червоного орла 4-го класу (24 червня 1914)
- Залізний хрест
  - 2-го класу (21 лютого 1916)
  - 1-го класу (5 листопада 1918)
- Орден Альберта (Саксонія), лицарський хрест 1-го класу з мечами (8 серпня 1916)
- Сілезький Орел 2-го ступеня
- Хрест «За вислугу років» (Пруссія) (25 років; 1 грудня 1920)
- Орден Святого Йоанна (Бранденбург), почесний лицар (1923)
- Орден Заслуг (Угорщина), командорський хрест із зіркою (29 червня 1928)
- Почесний хрест ветерана війни з мечами (29 жовтня 1934)
- Медаль «За вислугу років у Вермахті» 4-го, 3-го, 2-го і 1-го класу (25 років; 2 жовтня 1936) — отримав 4 нагороди одночасно.
- Застібка до Залізного хреста 2-го класу
- Хрест Воєнних заслуг
  - 2-го класу з мечами (24 вересня 1940)
  - 1-го класу з мечами (30 січня 1942)